# ناحیه ۴، شهرستان هارپر، کانزاس
ناحیه ۴، شهرستان هارپر، کانزاس (به انگلیسی: Township 4) یک منطقهٔ مسکونی در ایالات متحده آمریکا است که در شهرستان هارپر، کانزاس واقع شده‌است. ناحیه ۴ ۲۹۷٫۲۱ کیلومتر مربع مساحت و ۲۳۲ نفر جمعیت دارد و ۳۹۶ متر بالاتر از سطح دریا واقع شده‌است.